# BLS-Staaten

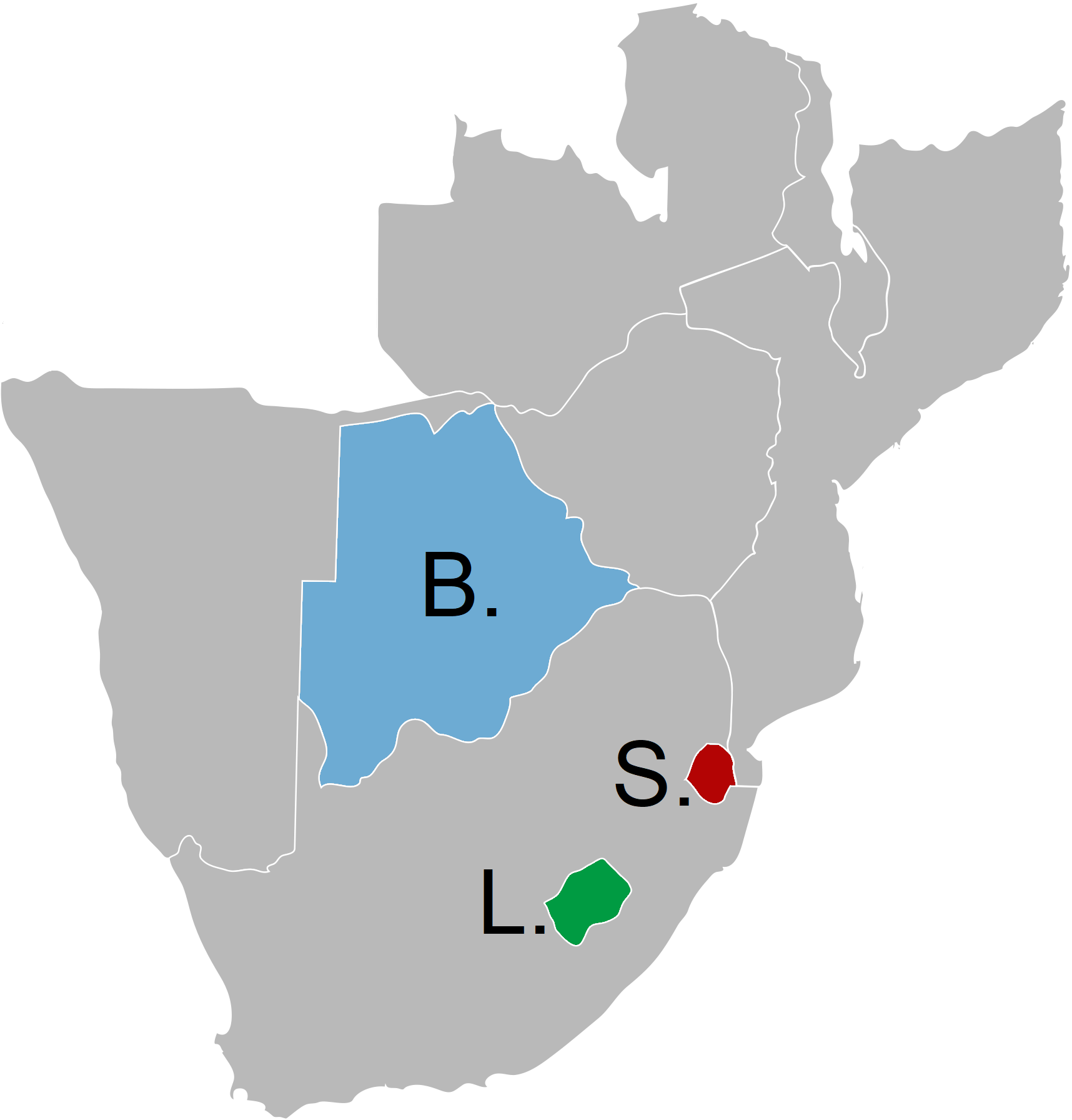
Karte der BLS-Staaten

Als BLS-Staaten wird eine Gruppe von drei Staaten des südlichen Afrikas bezeichnet. Diese Länder sind Botswana, Lesotho und Eswatini (ehemals: Swasiland).

## Überblick
Die moderne Gruppenbezeichnung „BLS“ steht in Verbindung mit ihrer kolonialen Vorgeschichte. Diese drei Länder wurden bis in das 20. Jahrhundert von den britischen Behörden unter dem Begriff High Commission Territories zusammengefasst. Mit der Gründung der Südafrikanischen Union im Jahre 1910 veränderte sich das administrative Gefüge in den Gebieten der britischen Kolonialverwaltung im südlichen Afrika schrittweise. Die Südafrikanische Union wurde zum Dominion mit erweiterter innen- und außenpolitischer Autonomie. Durch das Statut von Westminster erlangte die Union weitere Stärkung. Schließlich trat Südafrika 1961 aus dem Commonwealth of Nations aus, weil nach dem Referendum von 1960 die Republik ausgerufen wurde.
Basutoland (heute Lesotho) kam auf Grundlage der Proclamation No. 75a vom 18. März 1884 unter direkte Kontrolle der britischen Regierung, indem es dem Gouverneur der Kapkolonie in dessen Eigenschaft als Hochkommissar, der High Commissioner for the settling and adjustment of the affairs of the territories in South Africa adjacent or contiguous to the eastern or north-eastern frontier of the said colony (kurz: High Commissioner for South Africa) unterstellt war.
Den Anstoß für ein Protektorat Betschuanaland (heute Botswana) gaben Verhandlungen von drei Stammeshäuptlingen, Khama III., Gaseitsiwe und Sebele I., mit Charles Warren, um die anhaltenden bewaffneten Konflikte zwischen den Indigenen mit Burengruppen zu beenden. Mit einer Rechtsverordnung vom 9. Mai 1891 wurden die Grenzen des Gebietes zwischen Vryburg, Kuruman und Mafeking definiert und die Verwaltung formell errichtet. Am 15. November 1895 kam dieses als Britisch-Betschuanaland bezeichnete Gebiet in die Verwaltungshoheit der Kapkolonie.
Swasiland erhielt in der britischen Kolonialgeschichte am Kap relativ früh einen gesicherten Unabhängigkeitsstatus. Die Vereinbarungen aus den Jahren 1881 und 1884 zwischen der Regierung des Vereinigten Königreichs und der Transvaal-Republik gaben dazu den Ausschlag. 1894 übernahm die Transvaal-Republik die Aufgaben zum Schutz und der Verwaltung von Swasiland, ohne es zu inkorporieren. Nach dem Zweiten Burenkrieg übernahm ein Sonderkommissar unter Leitung des Governor of the Transvaal bis 1907 die Verwaltung Swasilands. Mit dem Verfassungsgesetz von 1906 ging diese Zuständigkeit an den High Commissioner for South Africa über und damit fiel Swasiland unter die britische Krone.

## Zuständigkeitsprofil der Hochkommissare
Von 1848 bis 1901 lag die administrative Zuständigkeit (High Commissioner for South Africa) für die High Commission Territories beim Governor of Colony of the Cape of Good Hope. Zwischen 1901 und 1910 war das Amt des Hochkommissars von dem des Generalgouverneurs der Kapkolonie personell getrennt. Als Hochkommissare waren Alfred Milner (1901–1905) und nach ihm William Waldegrave Palmer (1905–1910) eingesetzt.
In Folge der Gründung der Südafrikanischen Union gab es nun einen Governor-General of the Union of South Africa und dessen Nebenfunktion als High Commissioner for Basutoland, Bechuanaland Protectorate, Southern Rhodesia and Swaziland (1910–1930). Beide separaten Ämter wurden bis 1930 in Personalunion ausgeübt.
Für die im faktischen Einflussbereich der Südafrikanischen Union stehenden ehemaligen Kolonien Betschuanaland, Basutoland und Swasiland gab es von 1930 bis 1963 das Amt des High Commissioner for Basutoland, the Bechuanaland Protectorate and Swaziland (BBS), das durch den United Kingdom High Commissioner (so viel wie: britischer Botschafter) ausgeübt wurde. Dessen Amtsbezeichnung wurde auch verkürzt als High Commissioner for BBS wiedergegeben.
Die Fläche und Bevölkerung verteilten sich wie folgt auf die drei Protektorate (auch Britisch-Südafrika):
| Protektorat    | Fläche in km² | Einwohner in 1.000 (1956) | Einwohner je km² (1956) | Hauptstadt |
| -------------- | ------------- | ------------------------- | ----------------------- | ---------- |
| Basutoland     | 30.343        | 0631                      | 020                     | Maseru     |
| Betschuanaland | 712.200       | 0297                      | 00,4                    | Mafeking   |
| Swasiland      | 17.364        | 0237                      | 013                     | Mbabane    |
| BBS-Gebiete    | 759.907       | 01.165                    | 01                      |            |

Die staatliche Unabhängigkeit vom Vereinigten Königreich erlangten die drei BBS-Gebiete, nun BLS-Staaten, verglichen mit Südafrika erst relativ spät:
- Botswana (vormals Betschuanaland) am 30. September 1966,
- Lesotho (vormals Basutoland) am 4. Oktober 1966,
- Eswatini (bis 2018 Swasiland) am 6. September 1968.

Im jeweiligen Jahr ihrer staatlichen Unabhängigkeit wurden sie Mitglied im Commonwealth of Nations.

## Südrhodesien

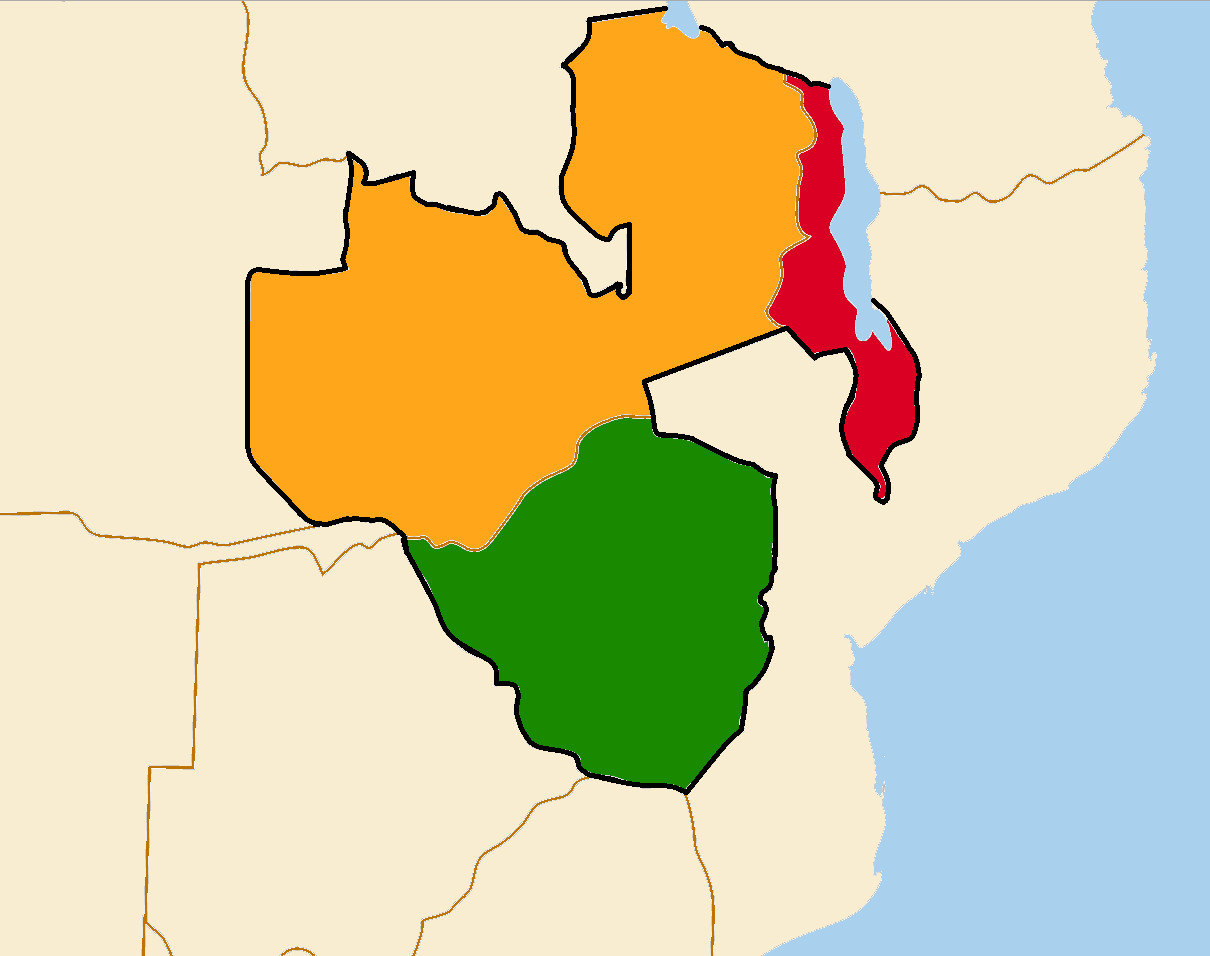
Südrhodesien (grün), Nordrhodesien (gelb), Njassaland (rot)

Als das Protektorat Südrhodesien 1923 eine selbstverwaltete Kolonie wurde, übernahm ein britischer Gouverneur die administrativen Aufgaben von der British South Africa Company. Vor 1923 hatte der High Commissioner for South Africa gewisse Zuständigkeiten über dieses Gebiet.
Im April 1953 trat an Stelle des Gouverneurs ein Hochkommissar, für den im September desselben Jahres die High Commission for the Federation (gemeint ist die Federation of Southern and Northern Rhodesia and Nyasaland) eingerichtet wurde. Aus diesem Grund wird Südrhodesien nur sehr eingeschränkt und häufig nur vor 1923 zu den High Commission Territories gezählt.